# Bill Justice
William Barnard Justice (9 de febrero de 1914  –  Santa Mónica (California), 10 de febrero de 2011) fue un dibujante de animación e ingeniero de la Walt Disney Company. 

## Biografía
Justice se graduó en la Herron School of Art and Design de Indianápolis. Empezó a trabajar en la Walt Disney Studios como animador en 1937 y trabajó en proyectos como Fantasia, Los tres caballeros, Alicia en el país de las maravillas y Peter Pan. Es conocido principalmente por haber animado y dar vida a Tambor de Bambi y las ardillas Chip y Chop. Fue director de The Truth About Mother Goose, Noah's Ark y A Symposium On Popular Songs, por el que fue nominado a los Oscar al mejor cortometraje de animación. En total, Justice trabajó en 57 cortometrajes y 19 películas.
En 1960, Justice comenzó a rediseñar y hacer nuevos disfraces de personajes de Disney para Disneyland, y luego para los otros parques y resorts de Disney. En 1965, Justice se unió a Walt Disney Imagineering, donde programó figuras para varias atracciones de Disney como Piratas del Caribe, Haunted Mansion y Country Bear Jamboree.
Justice se retiró de Disney en 1979 y fue nombrado como Disney Legend en 1996. Justice murió de causas naturales en su casa de Santa Mónica (California), a los 97 años.

## Otras fuentes
Bill Justice. Justice for Disney. Tomart Publications, 1992. ISBN 0914293133
John Province. "From Snow White to Disney World (and Almost Everything Inbetween: An Interview with Bill Justice". Animato no.20 (Summer 1990), pp. 38–41.